# 扬·福伊季克
扬·福伊季克（捷克語：Jan Fojtík；1928年3月1日—2024年9月8日），捷克斯洛伐克共产党领导人，捷克斯洛伐克共产党党媒杂志主编、中央书记处书记，曾短暂的担任过党校校长。1989年天鹅绒革命后，辞去一切职务。

## 获奖
- 克莱门特·哥特瓦尔德勋章（1987年12月28日）[4]
- 共和国勋章（1978年12月14日）[5]
- 胜利的二月勋章（1973年2月20日）[6]